# Castruccio Castracane degli Antelminelli
Castruccio Castracane degli Antelminelli (Urbino, 21 settembre 1779 – Roma, 22 febbraio 1852) è stato un cardinale e vescovo cattolico italiano.

## Biografia

### Origini familiari

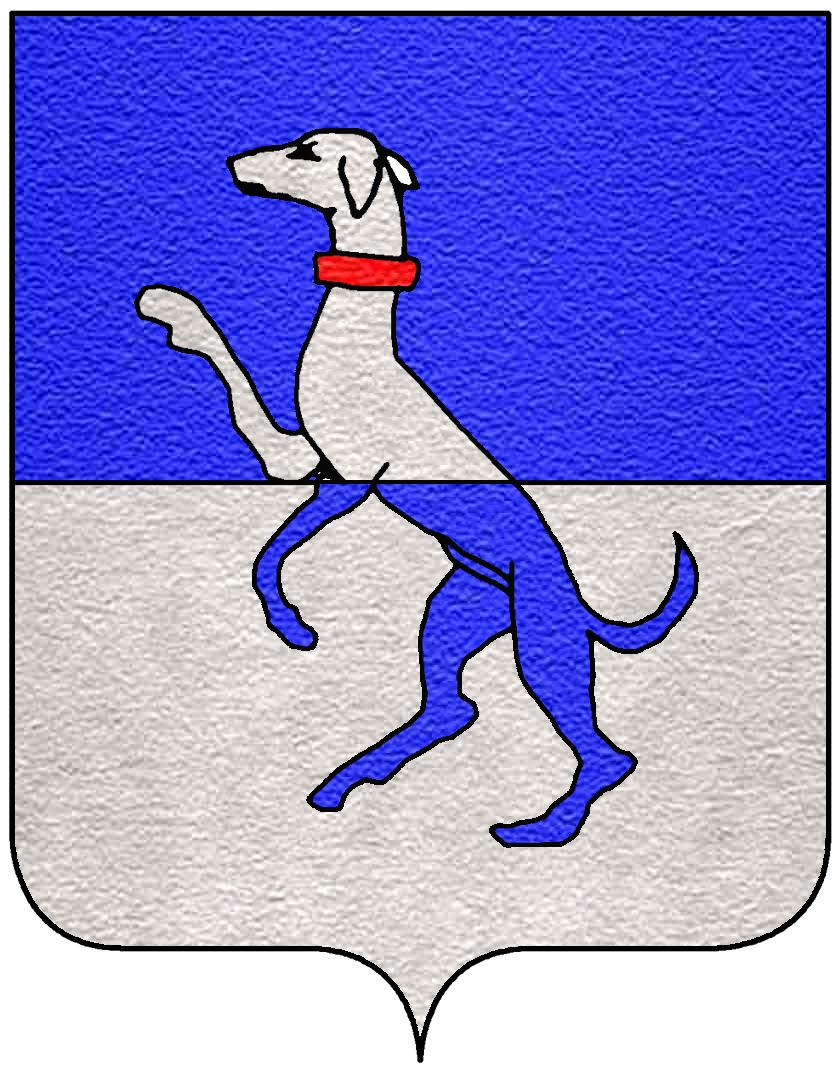
Stemma della famiglia Antelminelli: troncato d'azzurro e d'argento, al cane rampante dell'uno all'altro, collarinato di rosso.

Gaetano Castruccio Castracane degli Antelminelli nacque il 21 settembre 1779 ad Urbino, omonima legazione apostolica (oggi provincia di Pesaro e Urbino) ed arcidiocesi (oggi arcidiocesi di Urbino-Urbania-Sant'Angelo in Vado), nello Stato Pontificio (oggi nella Repubblica Italiana); era figlio di Giuseppe Castracane degli Antelminelli, conte di Coreglia Antelminelli, e della marchesa Maria Gentilina Honorati. Ebbe almeno un fratello, Innocenzo (1780 – 1848), che come lui intraprese la carriera ecclesiastica e fu prima vescovo di Cervia (1834 – 1838) e poi di Cesena (1838 – 1848).
La famiglia Antelminelli, originaria di Lucca in Toscana, doveva la propria fortuna al suo omonimo antenato, condottiero ghibellino e signore della città nel XIV secolo; probabilmente, dal lato paterno era imparentato anche con il cardinale Giovanni Battista Castrucci (1585). Sua madre, invece, era sorella del cardinale Bernardino Honorati (1777), che era quindi suo zio e lo patrocinò durante gli anni della formazione.

### Formazione e ministero sacerdotale
Dopo aver ricevuto l'istruzione primaria, continuò quella secondaria presso il Collegio dei nobili, con sede nel Palazzo del Collegio Raffaello della nativa Urbino, sotto la direzione dei padri scolopi. In seguito si trasferì nella capitale dello Stato Pontificio, dove frequentò prima il Collegio Romano e poi nel 1803 divenne alunno della prestigiosa Accademia dei nobili ecclesiastici, dove avveniva la formazione diplomatica dei rampolli delle famiglie nobiliari; quell'anno vennero ammessi altri 15 allievi, tra i quali i futuri vescovi Nicola Mattei Baldini, Carlo Zen e Rodolfo Brignole Sale. Completò gli studi dopo quattro anni, nel 1807.
Successivamente ricevette l'ordinazione sacerdotale ed entrò in servizio presso la Curia romana, ma non ci permangono altre notizie su questi suoi primi anni di ministero. Dopo la seconda restaurazione dello Stato Pontificio e il ritorno stabile di papa Pio VII a Roma, nel 1816 entrò a far parte della Congregazione della Fabbrica di San Pietro come giudice, divenendone poi segretario economo. Il 18 dicembre 1825 papa Leone XII lo nominò, quarantaseienne, segretario della Congregazione per gli affari ecclesiastici straordinari; succedette a Giuseppe Antonio Sala, contestualmente nominato segretario della Congregazione dei riti. Tale organismo, nel quale operò per tre anni, era privo di un prefetto e si occupava dei rapporti diplomatici e dei concordati fra la Santa Sede e gli altri Stati.
Il 15 dicembre 1828 il papa lo trasferì, quarantanovenne, all'incarico di segretario della Congregazione di Propaganda Fide; succedette a Pietro Caprano, pubblicato cardinale nel concistoro dello stesso giorno. Il dicastero gestiva la promozione dell'attività missionaria nei Paesi in via di cristianizzazione ed era uno dei più importanti nella Curia romana; qui lavorò cinque anni, divenendo stretto collaboratore prima del cardinale prefetto Mauro Cappellari, O.S.B.Cam., in seguito eletto papa con il nome di Gregorio XVI il 2 febbraio 1831, e poi del cardinale Carlo Maria Pedicini.

### Cardinalato
Memore della sua abilità, papa Gregorio XVI lo creò cardinale nel concistoro del 15 aprile 1833, all'età di cinquantatré anni; il 18 aprile gli vennero conferiti il galero cardinalizio ed il titolo presbiterale di San Pietro in Vincoli, lasciato vacante tre giorni prima dal cardinale Joachim-Jean-Xavier d'Isoard, che aveva optato per quello della Santissima Trinità al Monte Pincio in quanto chiesa nazionale dei francesi a Roma. Prese possesso della sua chiesa titolare durante una cerimonia successiva.
L'11 dicembre 1834 lo stesso papa lo nominò, cinquantacinquenne, prefetto della Congregazione per le indulgenze e le sacre reliquie; succedette al cardinale Luigi Del Drago, contestualmente nominato presidente della Commissione dei sussidi. Il dicastero si occupava appunto dell'autenticazione delle reliquie durante i processi di ricognizione e dell'elargizione delle indulgenze, spesso in cambio di denaro. Il 7 ottobre 1837 gli venne conferito anche l'incarico di pro-segretario dei Memoriali, che il cardinale Giacomo Giustiniani aveva lasciato per meglio occuparsi degli altri suoi uffici; tali memoriali erano delle suppliche, sia in ambito spirituale che materiale, inviate dai fedeli e poi, una volta esaminate dal segretario, sottoposte al papa.
Il 12 novembre 1839 il papa lo trasferì, sessantenne, all'ufficio di Penitenziere Maggiore; succedette al cardinale Emmanuele De Gregorio, deceduto cinque giorni prima all'età di ottant'anni. Si trovò così a capo di uno dei dicasteri più antichi della Curia romana, in attività già dall'inizio del XIII secolo, che si occupava dell'assoluzione dei peccati e della concessione di dispense riservate alla Sede Apostolica; ricoprì l'incarico fino alla morte.

#### Ministero episcopale
Durante il concistoro del 22 gennaio 1844, il pontefice gli consentì di optare per l'ordine dei cardinali vescovi con l'assegnazione della sede suburbicaria di Palestrina, lasciata vacante dal cardinale Vincenzo Macchi, trasferito contestualmente alla sede suburbicaria di Porto, Santa Rufina e Civitavecchia. Ricevette la consacrazione episcopale l'11 febbraio successivo, nella basilica di San Pietro in Vaticano, per imposizione delle mani dello stesso papa Gregorio XVI, avendo come co-consacranti i cardinali Costantino Patrizi Naro, vicario generale di Sua Santità per la diocesi di Roma, e Gabriele Ferretti, che nel frattempo gli era succeduto come prefetto della Congregazione per le indulgenze e le sacre reliquie. Prese possesso della sede suburbicaria durante una cerimonia successiva svoltasi nella cattedrale di Sant'Agapito martire a Palestrina.
Il 19 gennaio 1846 divenne camerlengo del Collegio cardinalizio, incarico solitamente della durata di un anno consistente nell'amministrazione finanziaria del Sacro collegio e nella celebrazione dei funerali dei porporati deceduti, succedendo al cardinale Pietro Ostini. Il 1º giugno successivo recitò le preghiere per i moribondi al capezzale di papa Gregorio XVI, che si spense quella stessa mattina, e prese poi parte al conclave successivo, che si concluse con l'elezione al soglio pontificio del cardinale Giovanni Maria Mastai-Ferretti con il nome di Pio IX. Terminò l'incarico di camerlengo nel 1847, quando gli subentrò il cardinale Mario Mattei.
Dopo che i moti rivoluzionari causarono la fuga del papa a Gaeta e la conseguente proclamazione della Repubblica Romana, dal dicembre 1848 al luglio 1849 ricoprì l'ufficio di presidente della Commissione amministrativa del governo pontificio in esilio.
Morì il 22 febbraio 1852 a Roma, all'età di settantadue anni. Il corpo venne esposto all'interno della basilica di San Pietro in Vincoli, suo antico titolo, dove si svolsero i solenni funerali alla presenza, tra gli altri, di papa Pio IX; al termine delle celebrazione la salma venne tumulata, secondo il suo volere, all'interno della stessa chiesa vicino alla tomba di Giulio II. L'epitaffio, che si trova sul pilastro della controfacciata sinistra, ovvero sulla parete opposta alla tomba, venne composto da Alessandro Angeloni, arcivescovo metropolita di Urbino, ed Antonio Ligi Bussi, O.F.M.Conv., arcivescovo titolare di Iconio e vicegerente della diocesi di Roma; esso recita:

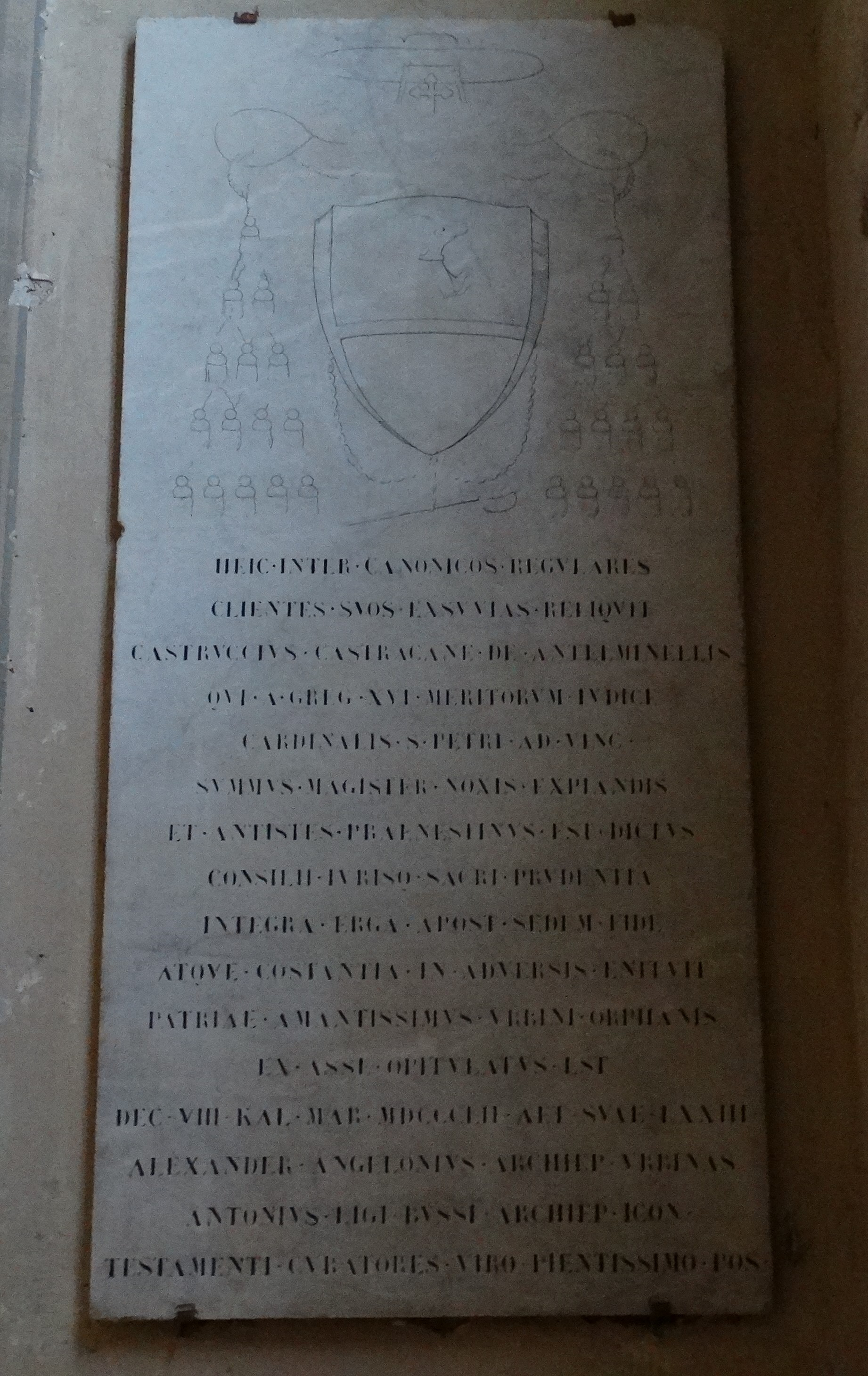
Epitaffio sulla tomba del cardinale nella basilica di San Pietro in Vincoli.

(L'epigrafe sulla lapide tombale)

## Genealogia episcopale e successione apostolica
La genealogia episcopale è:
- Cardinale Scipione Rebiba
- Cardinale Giulio Antonio Santori
- Cardinale Girolamo Bernerio, O.P.
- Arcivescovo Galeazzo Sanvitale
- Cardinale Ludovico Ludovisi
- Cardinale Luigi Caetani
- Cardinale Ulderico Carpegna
- Cardinale Paluzzo Paluzzi Altieri degli Albertoni
- Papa Benedetto XIII
- Papa Benedetto XIV
- Papa Clemente XIII
- Cardinale Giovanni Carlo Boschi
- Cardinale Bartolomeo Pacca
- Papa Gregorio XVI
- Cardinale Castruccio Castracane degli Antelminelli

La successione apostolica è:
- Vescovo Mariano Venturi (1844)
- Arcivescovo Alessandro Angeloni (1846)
- Cardinale Paul Cullen (1850)